# Herrmannella bullata
Herrmannella bullata är en kräftdjursart som beskrevs av Humes och Jan Hendrik Stock 1973. Herrmannella bullata ingår i släktet Herrmannella och familjen Sabelliphilidae. Inga underarter finns listade i Catalogue of Life.